# Jaz Szczytniki
Jaz Szczytniki (Jaz Szczytnicki, Jaz Zwierzyniecki) – jaz z zamknięciem powłokowym, położony we Wrocławiu, wybudowany w ramach Stopnia Wodnego Szczytniki. Jaz piętrzy wody odnogi rzeki Odry – w 0,1 km Starej Odry. Pierwszy jaz został wybudowany w tym rejonie w 1555 roku, a następnie został przebudowany w 1793 roku. Jaz współczesny został wybudowany podczas realizacji inwestycji z zakresu hydrotechniki prowadzonej we Wrocławiu, polegającej na przebudowie drogi wodnej na Odrze prowadzącej do i przez miasto, ale z pominięciem centrum miasta, tj. Śródmiejskiego Węzła Wodnego. Inwestycja ta była przeprowadzona w latach 1892–1897 i polegała na budowie nowego szlaku żeglugowego, głównie pod kątem możliwości przewozu drogą wodną materiałów masowych, w szczególności węgla z Górnego Śląska. W tym celu, częściowo istniejącym wcześniej korytem, służącym do odprowadzenia wód wezbraniowych i powodziowych, a częściowo nowym Kanałem Miejskim przeprowadzono nową drogę wodną, tzw. Drogę Wielkiej Żeglugi, Wrocławski Szlak Miejski.

## Funkcje
Jaz reguluje stany wody:
- stan wody górnej dla Śluzy Szczytniki[b] oraz Śluzy Piaskowej[c],
- stan wody dolnej dla Śluzy Opatowice[d]

Na rzece:
- powyżej położony jest Jaz Opatowice, wchodzący w skład poprzedniego stopnia wodnego – Stopień Wodny Opatowice
- poniżej położony jest Jaz Psie Pole, wchodzący w skład następnego stopnia wodnego – Stopień Wodny Psie Pole
- na Odrze Śródmiejskiej zlokalizowane są jazy współpracujące z Jazem Szczytniki w kształtowaniu poziomów wody na tym odcinku Odry – Jaz św. Macieja i Jaz św. Klary oraz następne Jazy Mieszczańskie: Jaz Elektrowni Wodnej Wrocław II, tzw. Północny i Jaz Elektrowni Wodnej Wrocław I, tzw. Południowy.

Jaz przegradza koryto:
- na lewym brzegu tego koryta znajduje się teren osiedla Dąbie – przy jazie wykonano obwałowania stanowiące Groblę Szczytnicko–Bartoszowicką, za którą znajduje się teren Ogrodu Zoologicznego[e],
- prawy brzeg stanowi Wyspa Szczytnicka, powstała w wyniku wykonania Przekopu Szczytnickiego, dla potrzeb żeglugi i budowy Śluzy Szczytniki[f].

Stara Odra:
- poniżej jazu łączy się z Przekopem Szczytnickim; tu też funkcjonuje Przystań Zwierzyniecka, a nieco dalej przerzucony jest Most Zwierzyniecki,
- powyżej jazu oddziela się od głównego koryta Odry prowadzącego wody w kierunku Śródmiejskiego Węzła Wodnego.

## Historia i charakterystyka
Jaz został zniszczony podczas powodzi w lipcu 1997 roku. Następnie został odbudowany i równocześnie zmodernizowany. Koniec robót nastąpił w 2002 roku. Korona jazu ma 45 metrów szerokości. Jaz ma jedno przęsło. Na niej znajduje się powłoka, którą napełniając wodą, można regulować piętrzenie na jazie. Ponur stanowi płyta grubości 1 metra. Podczas modernizacji wybudowano przepławkę dla ryb. Spad wynosi 2,05 m.